# 単斜トベルモリー石
単斜トベルモリー石（たんしゃトベルモリーせき、 Clinotobermorite）は、1992年に発表された日本産新鉱物で、岡山大学の鉱物学者逸見千代子と草地功により、岡山県の布賀から発見された。 化学組成はCa5Si6O17・5(H2O)で、単斜晶系。トベルモリー石(Tobermorite)（斜方晶系）の同質異像である。